# Flytspikblad
Flytspikblad (Hydrocotyle ranunculoides) är en växtart i släktet Hydrocotyle och familjen araliaväxter. Den beskrevs av Carl von Linné d.y. 1782.
Arten är en perenn helofyt som förekommer naturligt i stora delar av Nord- och Sydamerika. Den har också odlats som medicinalväxt, matväxt och prydnadsväxt, och har därigenom spritt sig över stora delar av övriga världen. I Europa ses den som en invasiv art som det är förbjudet att handla med, men den är ännu inte påträffad i Sverige.